# 吉野彰
吉野 彰（よしの あきら、1948年（昭和23年）1月30日 - ）は、電気化学を専門とする日本のエンジニア。学位は博士（工学）（大阪大学・論文博士・2005年）。旭化成株式会社名誉フェロー。名城大学大学院理工学研究科教授。携帯電話やパソコンなどに用いられるリチウムイオン二次電池の発明者の一人。2019年10月、ノーベル化学賞受賞が決定し、2019年12月10日に受賞。同じ2019年の11月には文化勲章も受章した。福井謙一の孫弟子に当たる。
エイ・ティーバッテリー技術開発担当部長、旭化成 イオン二次電池事業推進室長、同 吉野研究室・室長、リチウムイオン電池材料評価研究センター・理事長などを歴任し、2020年現在名城大学大学院理工学研究科・教授、九州大学エネルギー基盤技術国際教育研究センター客員教授。京都大学名誉博士、岡山大学名誉博士。紫綬褒章、文化勲章受章者。

## 来歴・人物

### 生い立ち
1948年に大阪府吹田市に生まれ、家は千里山にあった。担任教師の影響で小学校三・四年生頃に化学に関心を持ったという。少年時代の愛読書に、担任教師が勧めてくれたマイケル・ファラデーの『ロウソクの科学』の訳本がある。吹田市立千里第二小学校、吹田市立第一中学校を経て大阪府立北野高校を卒業。
合成繊維の発展という世相を背景に、新たなものを生み出す研究をしたいという思いから、京都大学工学部石油化学科に入学した。すでに量子化学分野の権威として知られていた福井謙一への憧憬も京大工学部入学の理由の一つであり、大学では福井の講義を受講している。
大学の教養課程では考古学研究会に入り、多くの時間を遺跡現場で発掘に充てた。樫原廃寺跡の調査と保存運動にも携わり、また、考古学研究会での活動を通して後の妻と出会った。大学三回生以降は米澤貞次郎のもとで学ぶ。大学院修士課程修了後、大学での研究ではなく企業での研究開発に関わることを望み、旭化成工業（現：旭化成株式会社）に入社した。

### リチウムイオン電池の開発

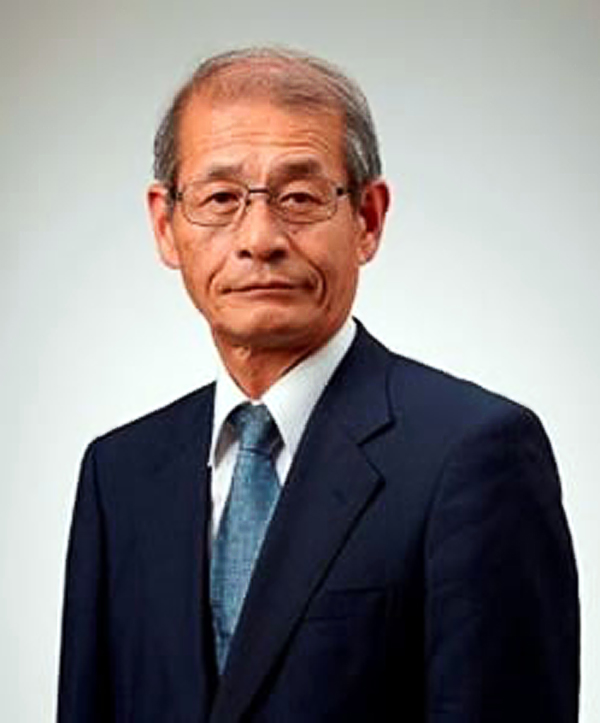
ノーベル化学賞受賞に際して文部科学省より公表された肖像写真

1980年代、携帯電話やノートパソコンなどの携帯機器の開発により、高容量で小型軽量な二次電池（充電可能な電池）のニーズが高まったが、従来のニッケル水素電池などでは限界があり新型二次電池が切望されていた。一方、陰極に金属リチウムを用いたリチウム電池による一次電池は商品化されていたが、金属リチウムを用いた二次電池は、充電時に反応性の高い金属リチウムが針状・樹枝状の結晶形態（デンドライト）で析出して発火・爆発する危険があり、また、デンドライトの生成により表面積が増大したリチウムの副反応により、充電と放電を繰り返すと性能が著しく劣化してしまうという大きな難点があるために、現在でもまだ実用化はされてはいない。
吉野は、白川英樹（2000年ノーベル化学賞受賞者）が発見した電気を通すプラスチックであるポリアセチレンに注目して、それが有機溶媒を使った二次電池の負極に適していることを1981年に見いだした。さらに、正極にはジョン・グッドイナフらが1980年に発見したリチウムと酸化コバルトの化合物であるコバルト酸リチウム (LiCoO2) などのリチウム遷移金属酸化物を用いて、リチウムイオン二次電池の原型を1983年に創出した。
しかし、ポリアセチレンは真比重が低く電池容量が高くならないことや電極材料として不安定であるという問題があった。そこで、炭素材料を負極として、リチウムを含有するLiCoO2を正極とする新しい二次電池であるリチウムイオン二次電池 (LIB) の基本概念を1985年に確立した。吉野が次の点に着目したことによりLIB（リチウムイオン・バッテリー）が誕生した。
1. 正極にLiCoO2を用いることで、
  1. 正極自体がリチウムを含有するため、負極に金属リチウムを用いる必要がないので安全である
  2. 4V級の高い電位を持ち、そのため高容量が得られる
2. 負極に炭素材料を用いることで、
  1. 炭素材料がリチウムを吸蔵するため、金属リチウムが電池中に存在しないので本質的に安全である
  2. リチウムの吸蔵量が多く高容量が得られる

また、特定の結晶構造を持つ炭素材料を見いだし、実用的な炭素負極を実現した。加えて、アルミ箔を正極集電体に用いる技術や、安全性を確保するための機能性セパレータなどの本質的な電池の構成要素に関する技術を確立し、さらに安全素子技術、保護回路・充放電技術、電極構造・電池構造等の技術を開発し、さらに安全でかつ、出力電圧が金属リチウム二次電池に近い電池の実用化に成功して、ほぼ現在のLIBの構成を完成させた。1986年、LIBのプロトタイプが試験生産され、米国DOT（運輸省、Department of Transportation）の「金属リチウム電池とは異なる」との認定を受け、プリマーケッティングが開始された。
しかし、商品化に1993年まで掛かった吉野とエイ・ティーバッテリ－（当時、旭化成と東芝の合弁会社、2004年解散）は出遅れ、世界初のリチウムイオン二次電池（LIB）は西美緒率いるソニー・エナジー・テックにより1990年に実用化、1991年に商品化された。
現在、リチウムイオン二次電池 (LIB) は携帯電話、ノートパソコン、デジタルカメラ・ビデオ、携帯用音楽プレイヤーをはじめ幅広い電子・電気機器に搭載され、2010年にはLIB市場は1兆円規模に成長した。小型で軽量なLIBが搭載されることで携帯用IT機器の利便性は大いに増大し、迅速で正確な情報伝達とそれに伴う安全性の向上・生産性の向上・生活の質的改善などに多大な貢献をしている。また、LIBは、エコカーと呼ばれる自動車 (EV, HEV, P-HEV) や鉄道などの交通機関の動力源として実用化が進んでおり、電力の平準化やスマートグリッドのための蓄電装置としても精力的に研究がなされている。他には、ロケット、人工衛星、小惑星探査機はやぶさ・はやぶさ2、こうのとり (HTV)、国際宇宙ステーション (ISS)などの宇宙開発分野、そうりゅう型潜水艦11番艦のおうりゅうなどの潜水艦にも搭載されている。愛車はリチウムイオン電池ではなくニッケル水素電池を採用されているトヨタ・アクア。

## 家族
吉野家は滋賀県大津市の出である。明治時代の中ごろ、祖父の吉野宗七の代に大阪府豊中市に移り建設業を営み始め、終戦直後に吹田市に引っ越した。
- 父・宗次郎
  - 大学で電気工学を学び、関西電力に電気技術者として勤めていた。
- 母・美知子
  - 吹田市の生まれで、女学校を卒業後、住友銀行に入行した。

両親とも前の伴侶を亡くした後の再婚で、兄・宗男、姉・暁子のほか、再婚後に生まれた妹の陽子とあわせ4人きょうだいだった。

## 履歴

### 略歴
- 1960年 - 吹田市立千里第二小学校卒業[15]
- 1963年 - 吹田市立第一中学校卒業[15]
- 1966年 - 大阪府立北野高等学校卒業[15][9]
- 1970年3月 - 京都大学工学部石油化学科卒業[35]
- 1972年
  - 3月 - 京都大学工学研究科石油化学専攻修士課程修了[35][3]
  - 4月 - 旭化成工業（株）（現：旭化成（株））入社、研究開発部[35][3]
- 1982年10月 - 川崎技術研究所第一研究室[3]
- 1992年3月 - 旭化成（株）イオン二次電池事業推進部商品開発グループ長[35][3]
- 1994年8月 - （株）エイ・ティーバッテリー 技術開発担当部長[35]
- 1997年4月 - 旭化成（株）イオン二次電池事業グループ長[35]
- 2001年5月 - 旭化成（株）電池材料事業開発室　室長[35]
- 2003年10月 - 旭化成グループフェロー[35]
- 2005年
  - 3月 - 論文博士にて大阪大学で博士（工学）の学位取得[36][3]
  - 8月 - 旭化成（株）吉野研究室 室長[35]
- 2010年4月 - 技術研究組合リチウムイオン電池材料評価研究センター（LIBTEC） 理事長[35]
- 2015年10月
  - 旭化成（株）顧問[35]
  - 九州大学エネルギー基盤技術国際教育研究センター 客員教授[35]
- 2017年
  - 7月 - 名城大学大学院理工学研究科 教授[35]
  - 10月 - 旭化成（株）名誉フェロー[35]
- 2019年6月 - 九州大学グリーンテクノロジー研究教育センター 訪問教授[3]

### 学術賞
- 1999年
  - 3月 - 化学技術賞（日本化学会）[1][3]
  - 10月 - Technical Award of Battery Division（米国電気化学会）[1][3]
- 2001年
  - 4月 - 市村産業賞功績賞（新技術開発財団）[1][3]
  - 10月 - 関東地方発明表彰文部科学大臣発明奨励賞（発明協会）[1][3]
- 2002年6月 - 全国発明表彰文部科学大臣発明賞（発明協会）[1][3]
- 2003年4月 - 文部科学大臣賞科学技術功労者（文部科学省）[1]
- 2011年11月
  - 山崎貞一賞（材料科学技術振興財団）[37][3]
  - C&C賞 (NEC)[38][3]
- 2012年6月 - IEEE環境・安全技術メダル（米国IEEE）[注釈 1][39][3]
- 2013年
  - 6月 - グローバルエネルギー賞（英語版）（ロシア）[40][3]
  - 11月 - 加藤記念賞[41][3]
- 2014年2月 - チャールズ・スターク・ドレイパー賞（全米技術アカデミー）[1][3]
- 2016年9月 - NIMSアワード2016（物質・材料研究機構）[3]
- 2018年
  - 4月 - 日本国際賞（国際科学技術財団）[1][42][3]
  - 5月 - 中日文化賞（中日新聞社）[43][44]
- 2019年
  - 6月 - 欧州発明家賞 非欧州部門（欧州特許庁）[45][3]
  - 12月 - ノーベル化学賞（スウェーデン王立科学アカデミー）[5][6][7]
- 2023年
  - 12月 - ヴィンフューチャー賞（英語版）（ベトナムヴィンフューチャー財団）

### 栄誉・栄典
- 2004年4月 - 紫綬褒章（日本国）[1][3]
- 2012年3月26日 - 第5回日本化学会フェロー（日本化学会）[1][46]
- 2019年
  - 11月
    - 文化勲章（11月3日）、文化功労者（11月5日）[47][48]
    - 愛知県学術顕彰、名古屋市学術表彰[49]
- 2020年
  - 1月 - 感動大阪大賞（大阪府民栄誉賞、1月8日）[50]、京都府特別栄誉賞（1月15日）[51]、藤沢市名誉市民（1月30日）[52][53]
  - 2月25日 - 名城大学特別栄誉教授[54]
  - 3月 - 富士市市民栄誉賞（3月3日）[55]、延岡市名誉市民[56]
  - 5月 - 京都大学名誉博士称号（5月15日）[57]
  - 10月 - 岡山大学名誉博士号授与（10月22日）[58]
  - 12月 - 日本学士院会員[59]

- 2021年
  - 3月 - 吹田市名誉市民（3月3日）[60]

## 主な著作

### 学位論文
- 『リチウムイオン二次電池と高出力型蓄電デバイスに関する研究』大阪大学〈博士学位論文（乙第9021号）〉、2005年3月25日。NAID 500000312035

### 論文・解説
- 吉野彰「リチウムイオン2次電池の開発 (実用電池開発の最前線<特集>)」『化学工業』第46巻第11号、化学工業社、1995年11月、p870-874、ISSN 04512014、NAID 40000414394。
- 吉野彰「炭素材料が電池負極になるまで」『炭素』第1999巻第186号、炭素材料学会、1999年、doi:10.7209/tanso.1999.45、ISSN 0371-5345、NAID 130004358385。
- 吉野彰, 大塚健司, 中島孝之, 小山章, 中條聡「リチウムイオン二次電池の開発と最近の技術動向」『日本化学会誌 : 化学と工業化学』第2000巻第8号、日本化学会、2000年8月、523-534頁、doi:10.1246/nikkashi.2000.523、ISSN 03694577、NAID 10004688732。
- 吉野彰「二次電池,キャパシターの長寿命化に必要なセパレータ技術 (技術特集 自動車用二次電池・キャパシタ--高容量,高電圧,高耐熱,長寿命化)」『マテリアルステージ』第3巻第1号、技術情報協会、2003年4月、89-93頁、ISSN 13463926、NAID 40005812539。
- 吉野彰「ハイブリッド(アシンメトリック)キャパシタ」『電気化学および工業物理化学 : denki kagaku』第72巻第10号、電気化学会、2004年10月、716-719頁、doi:10.5796/electrochemistry.72.716、ISSN 13443542、NAID 10013365259。
- 吉野彰「ハイパワー新規蓄電素子の構成と特徴」『電池技術』第17巻、電気化学会電池技術委員会、2005年、141-147頁、NAID 40006873644。
- 吉野彰, 山木準一「特別インタビュー とてつもない電池を創ろう (Cover Story 特集 燃えない電池)」『日経エレクトロニクス』第946号、日経BP社、2007年2月、104-107頁、ISSN 03851680、NAID 40015260192。
- 吉野彰「電池技術から」『繊維学会誌』第66巻第1号、2010年1月、"P-2"-"P-3"、ISSN 00379875、NAID 10026060731。
- 吉野彰「リチウムイオン電池と高分子材料」『石油学会 年会・秋季大会講演要旨集』第2012巻、石油学会、2012年、87頁、doi:10.11523/sekiyu.2012f.0_87、NAID 130005453189。
- 吉野彰「リチウムイオン二次電池と粉体技術」『粉体工学会誌』第49巻第1号、2012年1月、3頁、ISSN 03866157、NAID 10030478943。
- 吉野彰「リチウムイオン電池と繊維技術」『繊維機械学会誌』第66巻第3号、日本繊維機械学会、2013年3月、155-158頁、ISSN 03710580、NAID 10031139312。
- 吉野彰「リチウムイオン電池総論」『ぶんせき』第466号、日本分析化学会、2013年10月、580-584頁、ISSN 03862178、NAID 10031202867。
- 吉野彰「エネルギー（電池とセパレータ）」『繊維学会誌』第70巻第9号、繊維学会、2014年、P-516-P-519、doi:10.2115/fiber.70.P-516、ISSN 0037-9875、NAID 130004687357。

## 著書

### 単著
- 『リチウムイオン電池物語 ―日本の技術が世界でブレイク―』シーエムシー出版〈CMC books B727〉、2004年9月、ISBN 4882318342
- 『リチウムイオン電池が未来を拓く ―発明者・吉野彰が語る開発秘話―』シーエムシー出版〈CMC books B1197〉、2016年10月、ISBN 9784781311821

### 共著
- 『リチウム二次電池の技術革新と将来展望』エヌ・ティー・エス、2001年6月、ISBN 4900830836
- 『大容量Liイオン電池の材料技術と市場展望 ―材料・セル設計・コスト・安全性・市場―』シーエムシー出版〈エレクトロニクスシリーズ〉、2012年8月、ISBN 9784781306278
- 『リチウムイオン電池の開発』新経営研究会〈イノベーション日本の軌跡 FMTアーカイブ 5〉、2012年7月、NCID BB12712677[注釈 2]

### 監修
- 『二次電池材料この10年と今後』シーエムシー出版、2003年5月、ISBN 4882313952
- 『二次電池材料の開発』シーエムシー出版〈CMCテクニカルライブラリー 283〉、2008年3月、普及版、ISBN 9784882319726
- 『リチウムイオン電池この15年と未来技術』シーエムシー出版、2008年12月、ISBN 9784781300689
  - 『リチウムイオン電池この15年と未来技術』シーエムシー出版〈CMCテクニカルライブラリー 524〉、普及版、2014年11月、ISBN 9784781309088

（以下は佐藤登との共同監修）
- 『リチウムイオン電池の高安全技術と材料』シーエムシー出版、2009年2月、ISBN 9784781300702
  - 『リチウムイオン電池の高安全技術と材料』シーエムシー出版〈CMCテクニカルライブラリー 516〉、普及版、2014年9月、ISBN 9784781309002
- 『リチウムイオン電池の高安全・評価技術の最前線』シーエムシー出版〈エレクトロニクスシリーズ〉、2014年8月、ISBN 9784781309002
- 『車載用リチウムイオン電池の高安全・評価技術』シーエムシー出版〈エレクトロニクスシリーズ〉、2017年4月、ISBN 9784781312422